# Liberté, égalité, fraternité
Liberté, égalité, fraternité (francosko za Svoboda, enakost, bratstvo) je moto Francije in Haitija. Slogan ima korenine v francoski revoluciji in nekateri domnevajo, da se je pojavil že na začetku le-te. Slogan je tudi geslo prostozidarskih združenj Veliki orient Francije in Velika loža Francije.
Slogan francoske revolucije je bil Liberté, égalité, fraternité, ou la mort! (Svoboda, enakost, bratstvo ali smrt!). Slogan je preživel revolucijo in pozneje postal tudi slogan demokratično usmerjenih aktivistov, predvsem tistih v diktatorskih sistemih.
V Franciji te tri besede včasih povezujejo tudi s trobojnico francoske zastave. Francoski evrokovanci za 1 € in 2 € imajo ta moto na hrbtni strani.

## Izvor med francosko revolucijo
Prvi, ki je izjavil ta slogan je bil Maximilien Robespierre v svojem govoru ''O organizaciji narodne garde'' (francosko: Discours sur l'organisation des gardes nationales) 5. decembra 1790, ki je bil dobro sprejet pri francoski javnosti.